# Lisanne Meis
Lisanne Meis (* 31. Dezember 1996 in Borken) ist eine deutsche Volleyballspielerin.

## Karriere
Meis begann ihre Karriere beim SV Burlo. 2010 wurde sie mit der U18 des RC Borken deutscher Vizemeister. Außerdem absolvierte sie einige Nachwuchsturniere im Beachvolleyball. In der Saison 2011/12 war die Zuspielerin beim SV BW Dingden in der Regionalliga aktiv. 2012 ging sie zum Sportinternat nach Münster und spielte mit der zweiten Mannschaft des USC Münster in der Zweiten Liga Nord. 2015 wechselte sie zum Ligakonkurrenten TV Gladbeck. In der Saison 2017/18 trat sie mit dem Volleyball-Team Hamburg ebenfalls in der zweiten Liga an. Anschließend wechselte sie zum Bundesliga-Aufsteiger NawaRo Straubing. Mit dem Verein erreichte sie in der Saison 2018/19 das Viertelfinale im DVV-Pokal und den zehnten Platz in der Bundesliga. Nach der durch die COVID-19-Pandemie abgebrochene Saison 2019/20 verließ sie Straubing und schloss sich den Ligakonkurrenten VfB 91 Suhl an.